# نادي الشهداء
نادي الشهداء هو نادي مصري يلعب في الدرجة الثانية بالمجموعة الرابعة. تأسس في الإسماعيلية.